# Erich Hilgenfeldt
Georg Paul Erich Hilgenfeldt (2. juli 1897 i Heinitz, Saarland - formenligt 25. april 1945 i Berlin) var en højtstående tysk embedsmand under Den anden verdenskrig.

## Liv
Hilgenfeldt blev født 2. juli 1897 og fuldførte sin skolegang i Saarbrücken og Halle. Han deltog frivilligt i Den første verdenskrig som officer på østfronten og fra april 1918 som pilot på vestfronten. For sin indsats i krigen fik han jernkorset af 2. og 1. grad. Senere arbejde han i tømmerindustrien og i byggeindustrien. Fra 1928 var han ansat ved Statistischen Reichsamt.

## Nazist
Han blev medlem af det tyske naziparti NSDAP 1. august 1929 som medlem nummer 143.642 og blev Kreisleiter (distriksleder) i 1932. I 1933 blev han NSDAPs Gauinspektor for Inspektion I Groß-Berlin. Han fik arbejde på nazipartiets velfærdskontor og blev snart leder for Tysklands velfærdsorgan (Nationalsozialistische Volkswohlfahrt (NSV) som til 1939 var den største nazistiske organisation efter Tysk Arbejdsfront.
9. september 1937 blev han medlem af SS og i 1939 blev han Brigadeführer i Waffen-SS. For sin indsats i SS og under Den anden verdenskrig fik han jernkorset af 2. grad.
Hilgenfeldt forsvandt i maj 1945. Hans søster Hedwig Hilgenfeldt sendte en begæring om en dødserklæring i 1957. Folkeregisteret i Berlin-Charlottenburg fastsatte datoen for hans død til den 25. april 1945.